# ألابايفسك
ألابايفسك (بالروسية: Алапаевск) هي إحدى مدن روسيا في الكيان الفدرالي الروسي سفيردلوفسك أوبلاست.

## أعلام
- إليزابيث أميرة هسن والراين